# Banchus palpalis
Banchus palpalis là một loài tò vò trong họ Ichneumonidae.